# 清华大学综合体育馆

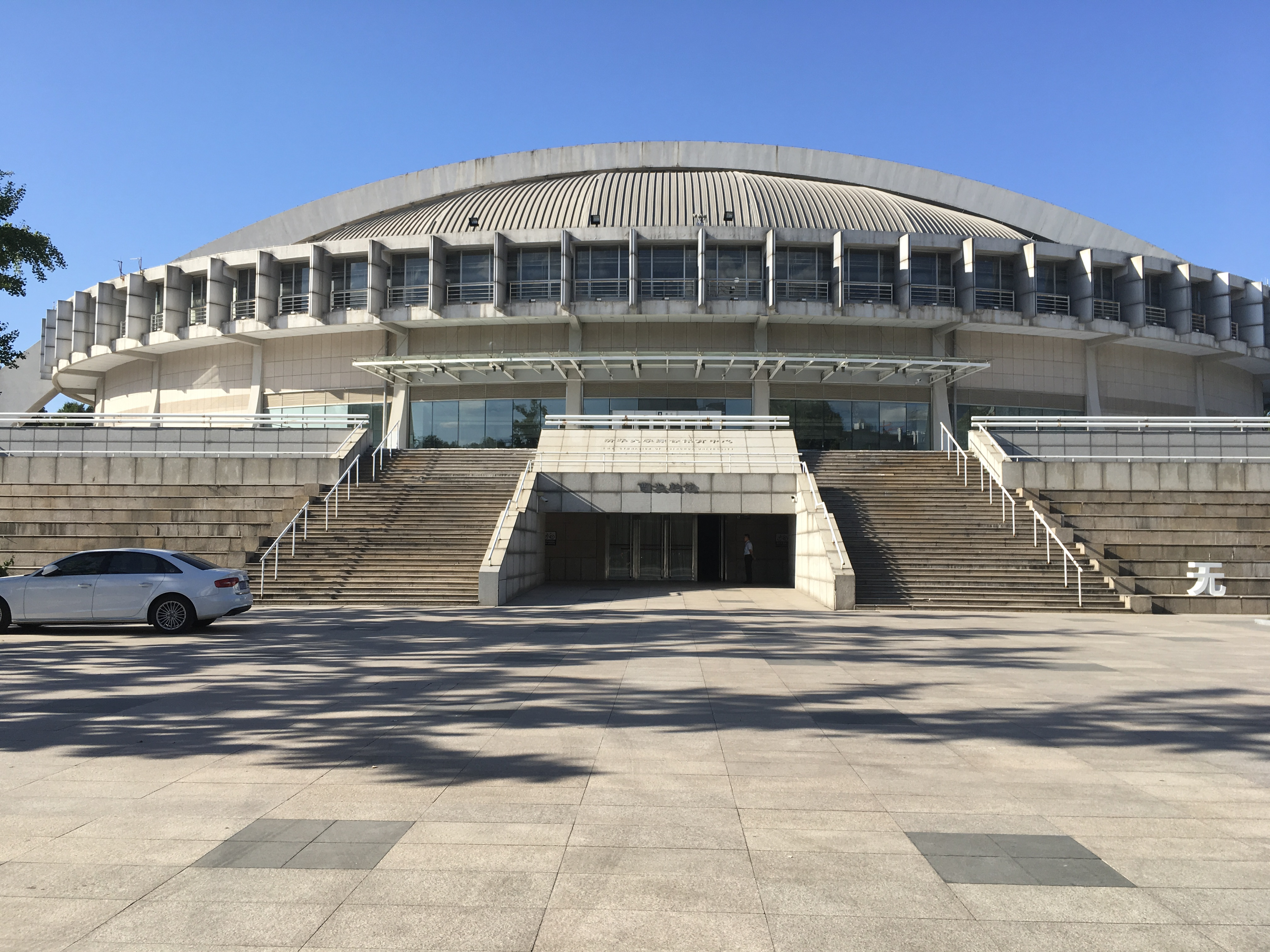
清華大學綜合體育館

清华大学综合体育馆，又稱曹光彪体育馆，簡稱综体，是清華大學校內規模最大的體育館。综体位于清華东区主楼轴线北端，建於2001年，建地面积约为64680平方公尺。

## 主建築設計
综体主体结构采用两条百米跨度的钢筋混凝土变截面箱型拱梁悬吊屋盖及马道天窗，观众厅采用工字型截面的钢珩架梁与大拱梁和框架梁相联系共同构成大跨度比赛大厅空间结构。立面采用大尺度结构构件与细巧的钢结构及金属屋面。平台及首层广场以绿化、雕塑、小品处理。 。

## 場內設施

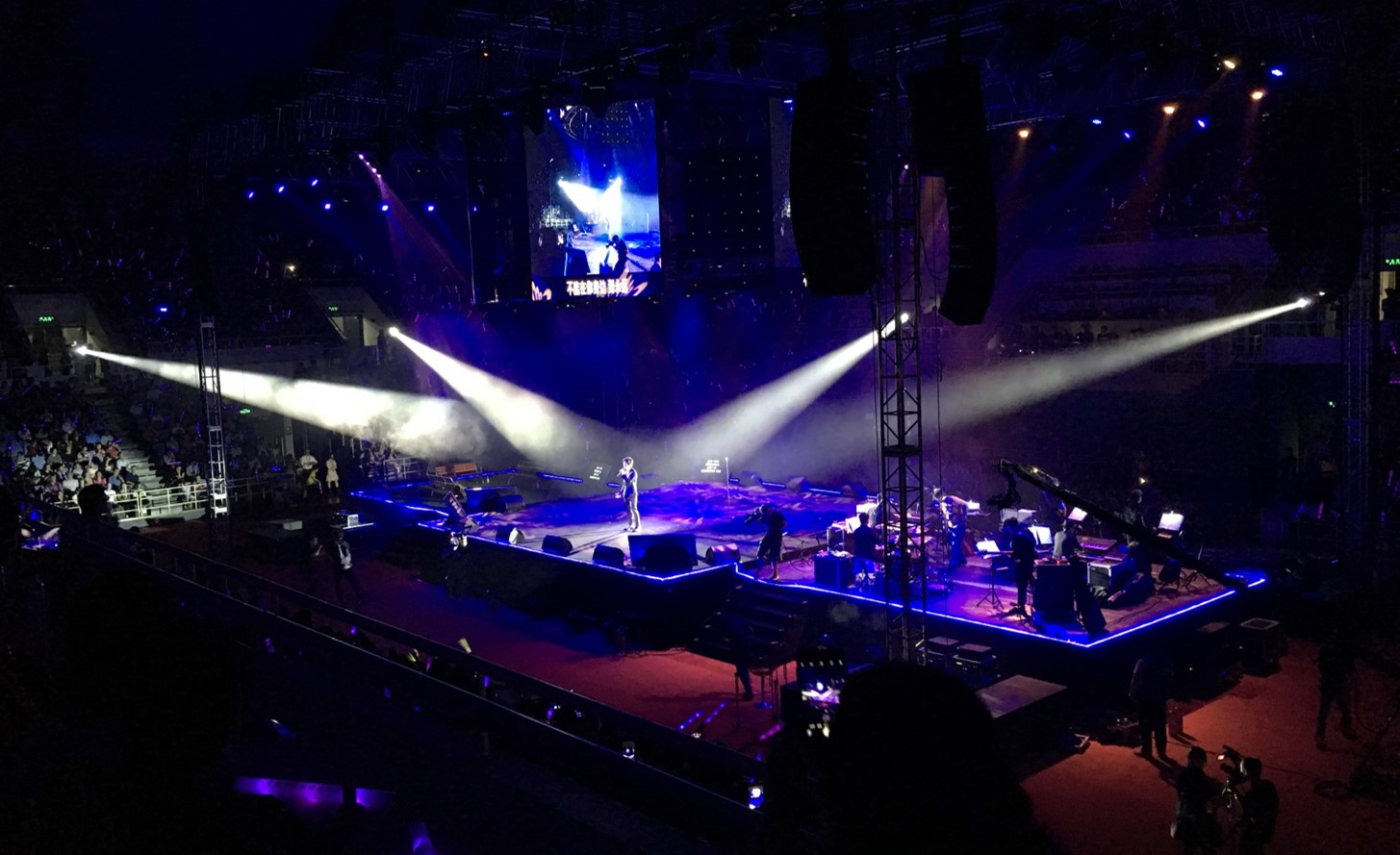
综体舉辦的李健演唱會

综體的中心可容納观众5000人，共有三層，可舉辦大型文艺演出、開學典禮、畢業典禮等大型活動典禮。館內可供籃球、排球、手球、乒乓球、羽毛球、体操、击剑、武术等体育比赛。
综体的南、东、西分别设有出入口，北侧的出路口透過通过过渡连廊与东大操场相連，以解决大量人流疏散问题。综体东西两侧设有許多自行车停车场。
综體最大的比赛场地55X35米，可进行手球以下比赛项目。館內布置了3块籃球場。综體的一層有运动员及裁判用房，分布在场地南侧，包括运动员更衣、淋浴、休息室、裁判休息室等。东西侧有训练用房，包括击剑、舞蹈、健美、重竞技、力量练习室等。休息室及接见室位於北侧；二层主要是觀眾席以及休息厅，並且设立观众卫生间、饮水等。计时计分，声控光控等均设在三层环廊。首层层高4.5m，比赛大厅最低18米。